# Scott Booth
Scott Booth (* 16. Dezember 1971 in Aberdeen) ist ein ehemaliger schottischer Fußballspieler und heutiger -trainer, der zuletzt für den FC Aberdeen gespielt hat, aber auch in der Bundesliga für Borussia Dortmund tätig war.

## Karriere

### Verein
Scott Booth begann seine Profikarriere beim FC Aberdeen, dort spielte er acht Jahre lang. Zuvor war er in der Jugend vom Deeside Boys Club. Er wurde in Aberdeen schnell der Liebling der Fans und sie waren mehrere Male kurz vor der Meisterschaft, doch am Ende musste man sich immer mit dem zweiten Platz zufriedengeben.
Im Jahr 1995 bestritt er jedes Spiel, bis ihn eine Verletzung vor dem League-Cup-Finale außer Gefecht setzte und so musste man das Finale ohne ihn spielen. Aber der FC Aberdeen setzte sich trotzdem gegen den FC Dundee mit 2:0 durch. Zwei Jahre später verließ er dann den FC Aberdeen und wechselte in die Fußball-Bundesliga zu Borussia Dortmund. Dort spielte er mit seinem Landsmann Paul Lambert zusammen. Beim Gewinn des Weltpokals 1997 durch ein 2:0 gegen Cruzeiro Belo Horizonte wirkte er nicht mit. Nach einem halben Jahr und nur neun Einsätzen folgten zwei Leihfristen in die Niederlande zum FC Utrecht und Vitesse Arnheim. Bei beiden Vereinen konnte er sich einen Stammplatz sichern.
1999 wechselte er dann in die Niederlande zum FC Twente Enschede. Dort gewann er 2001 den KNVB-Pokal.
2003 wechselte er wieder zurück zu seinem Heimatverein FC Aberdeen. Dort war der in der Saison 2003/04 mit acht Treffern Toptorschütze seiner Mannschaft, sein Vertrag wurde am Saisonende zum Unverständnis der Fans wegen einer Verletzung nicht mehr verlängert. Booth beendete daraufhin seine Karriere.

### Nationalmannschaft
Er gab sein A-Länderspieldebüt im Jahr 1993. Insgesamt bestritt er 22 Länderspiele und schoss sechs Tore. Er war auch Mitglied des Kaders für die Fußball-Europameisterschaft 1996 und für die Fußball-Weltmeisterschaft 1998. Zuvor spielte Booth schon drei Jahre für die schottische U-21-Nationalmannschaft, für diese erzielte er acht Tore in 15 Einsätzen. Bis heute (Stand: Juli 2020) hält er gemeinsam mit Jordan Rhodes den Rekord für die meisten U-21-Länderspieltore im schottischen Team. Außerdem stehen zwei Länderspieleinsätze für die B-Nationalmannschaft Schottlands zu Buche.

## Weitere Laufbahn
Scott Booth begann als Co-Kommentator und Fußballexperte bei Setanta Sports, das Unternehmen ging allerdings 2009 in die Insolvenz. Danach war er freiberuflich bei STV als Co-Kommentator für Champions-League-Spiele tätig. Als er mit seiner Trainerausbildung begann, zog er sich jedoch aus dem Experten-Dasein zurück.
Nach Abschluss der Trainerausbildung begann er zunächst im Dezember 2011 als Co-Trainer für die schottische U-15- und U-16-Nationalmannschaft unter Cheftrainer Mark Wotte zu arbeiten. Im Februar 2014 bekam er seinen ersten Posten als Cheftrainer beim schottischen Zweitligisten FC Stenhousemuir. Im Februar des Folgejahres wurde er von seinen Aufgaben entbunden, nachdem der Verein sich in akuter Abstiegsgefahr befand.
Im Juli 2015 wurde Booth Trainer des Glasgow City FC, dem Rekordmeister der Scottish Women’s Premier League.

## Titel und Erfolge

### Als Spieler
FC Aberdeen
- Scottish League Cup: 1995/96

Borussia Dortmund
- Weltpokal: 1997

FC Twente Enschede
- KNVB-Pokal: 2000/01

### Als Trainer
Glasgow City LFC
- Scottish Women’s Premier League (5): 2015, 2016, 2017, 2018, 2019
- Scottish Women’s Cup (2): 2015, 2019